# 世纪宝鼎
世纪宝鼎，是中华人民共和国政府在1995年联合国成立50周年之际，赠给联合国的巨型青铜器。它被安放在联合国大厦北方的草坪上，鼎座高0.5米，身高2.1米，重1.5吨。